# 6264

Pinbelegung des 6264

Der 6264 ist ein statisches RAM mit einer Speicherkapazität von 65536 Bit, organisiert zu 8192×8 Bit. Der Baustein wird im 28-Pin-DIL-Gehäuse geliefert. Es wird von einer Vielzahl von verschiedenen Herstellern produziert, darunter Hitachi, Hynix und Cypress Semiconductor.

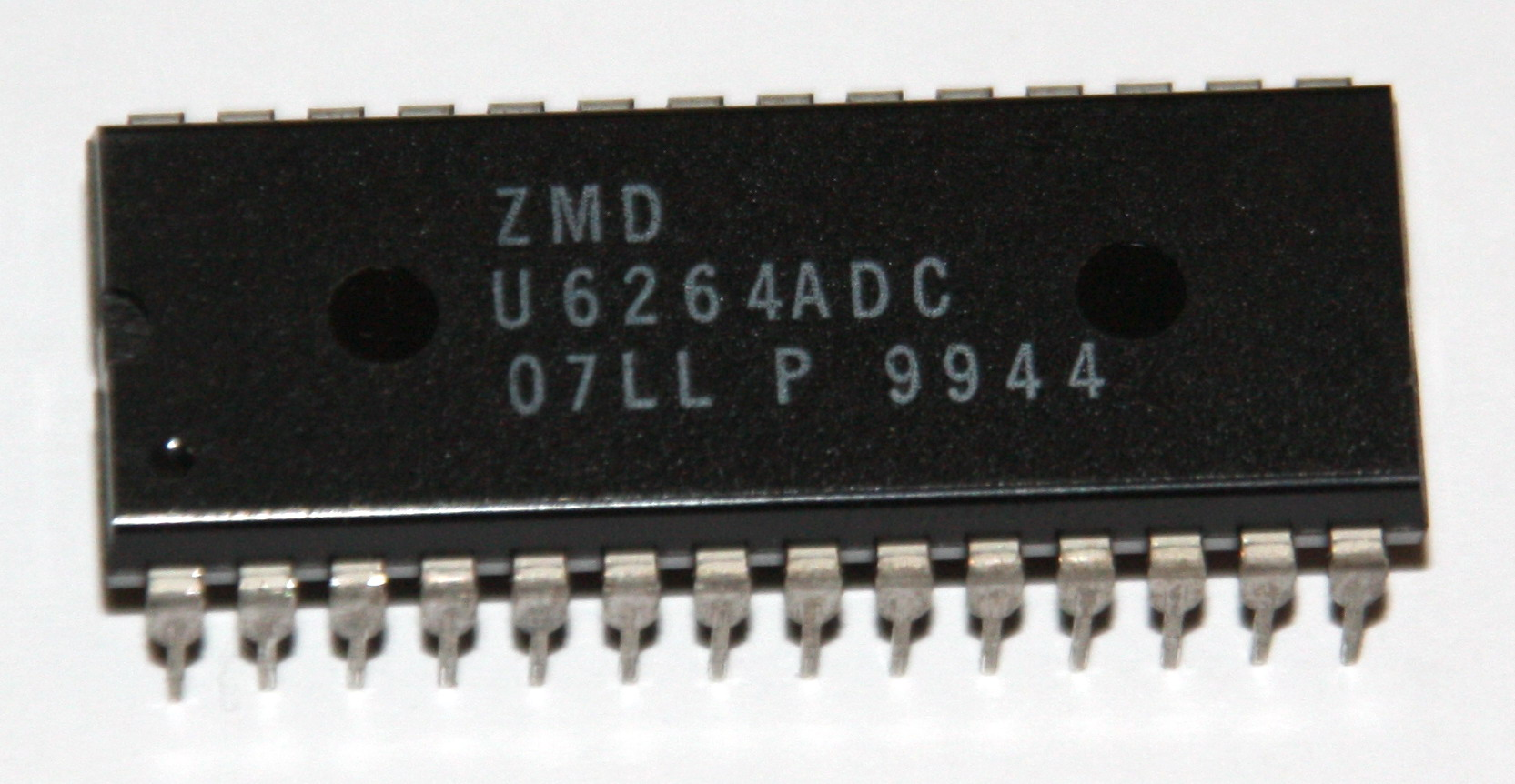
ZMD U6264 SRAM